# Minions
Minions er en amerikansk computeranimeret komedie- og krimifilm i 3D fra 2015. Den er efterfølger til Grusomme mig (2010) og Grusomme mig 2 (2013).

## Handling
Minions er små gule dyr som har eksisteret siden tidernes begyndelse. De har udviklet sig fra encellede organismer til skabninger, som kun eksisterer for at tjene verdens 
superskurke. Tre minioner, Stuart, Kevin og Bob, drager fra deres base i Antarktis til USA i håb om at finde en leder de kan følge. De finder Scarlett Overkill, verdens første kvindelige superskurk.